# Discophlebia catocalina
Discophlebia catocalina är en fjärilsart som beskrevs av Felder 1874. Discophlebia catocalina ingår i släktet Discophlebia och familjen Oenosandridae. Inga underarter finns listade i Catalogue of Life.

## Bildgalleri

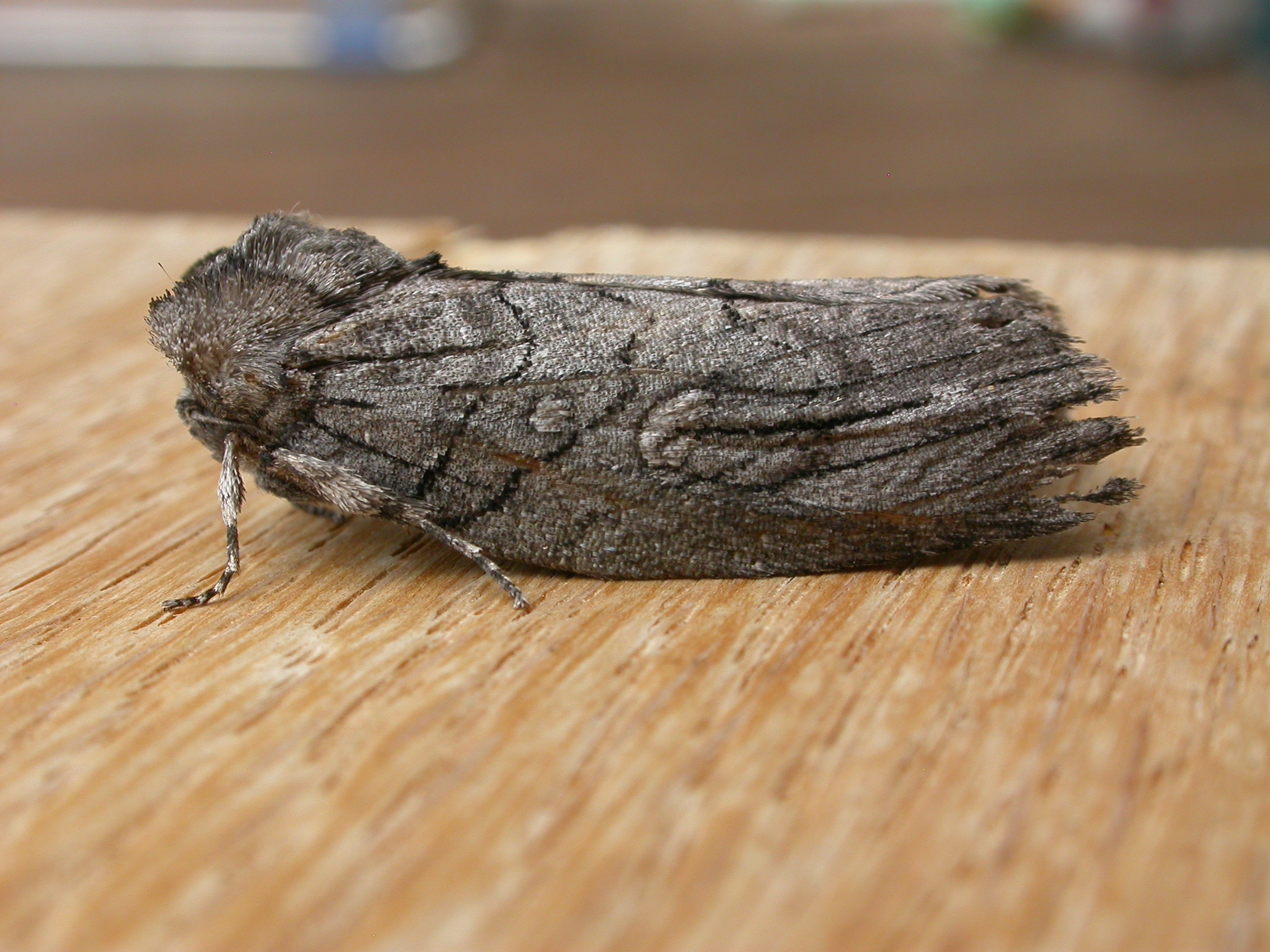
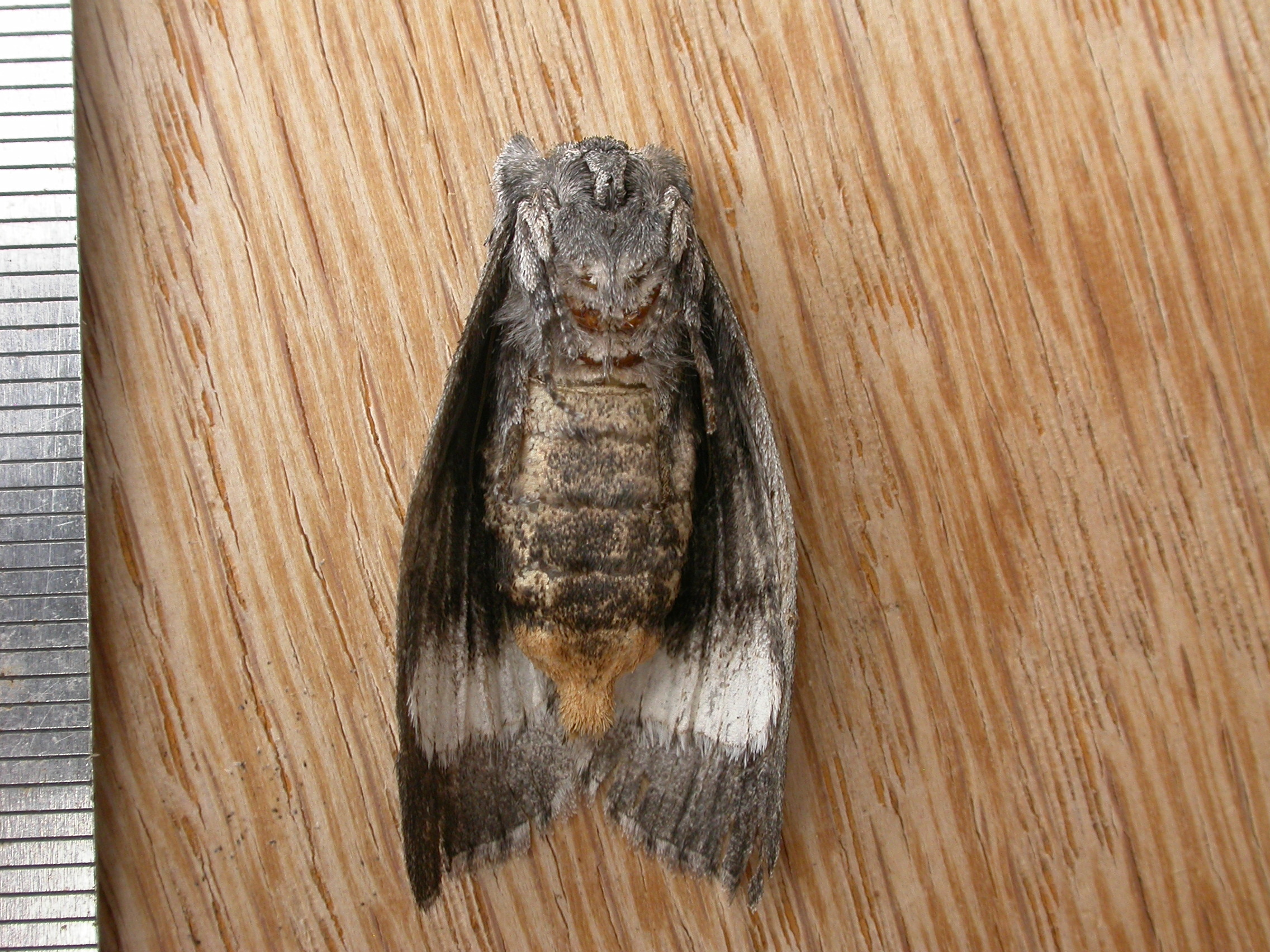
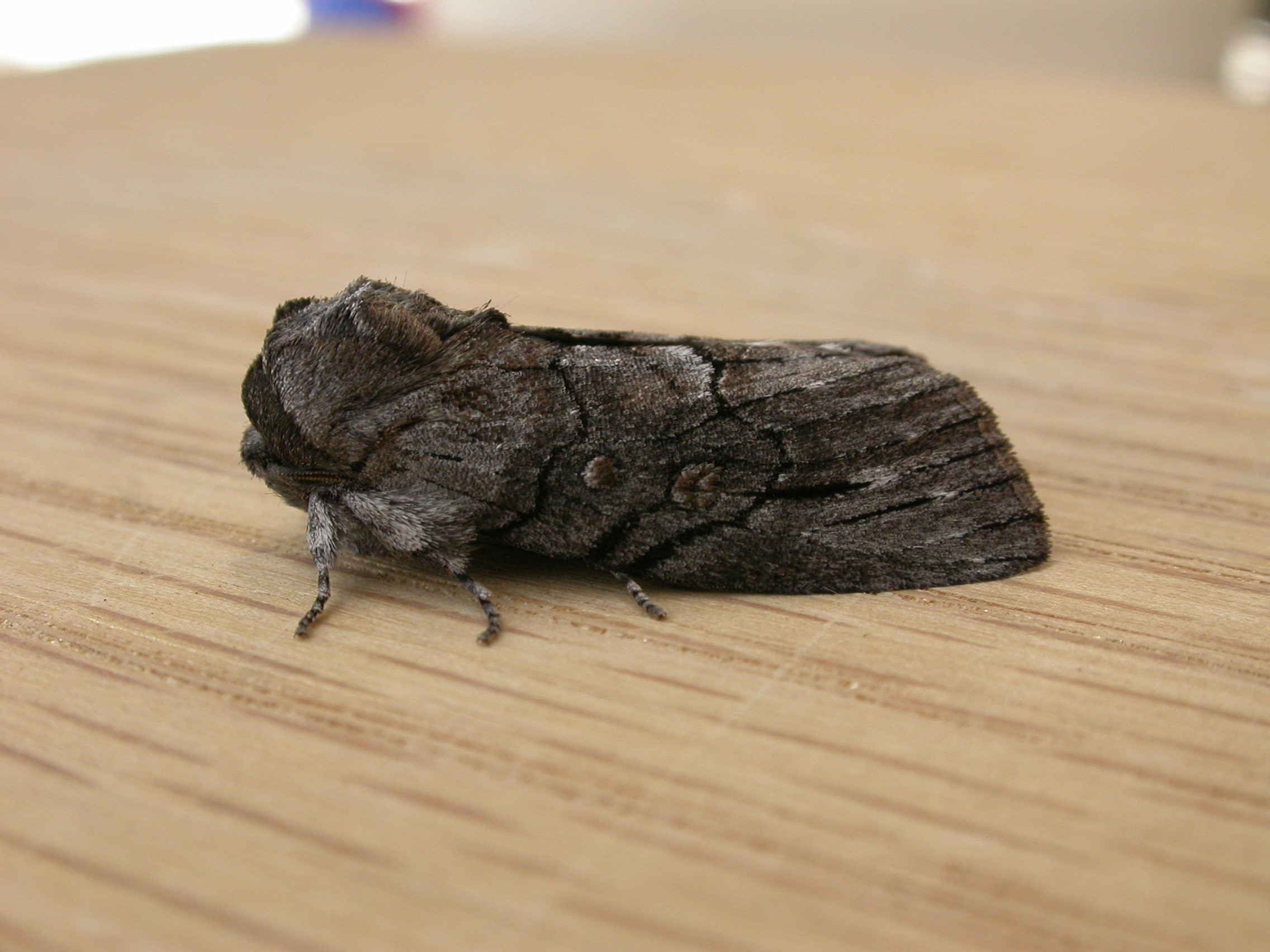